# Amtsgericht Kaiserslautern

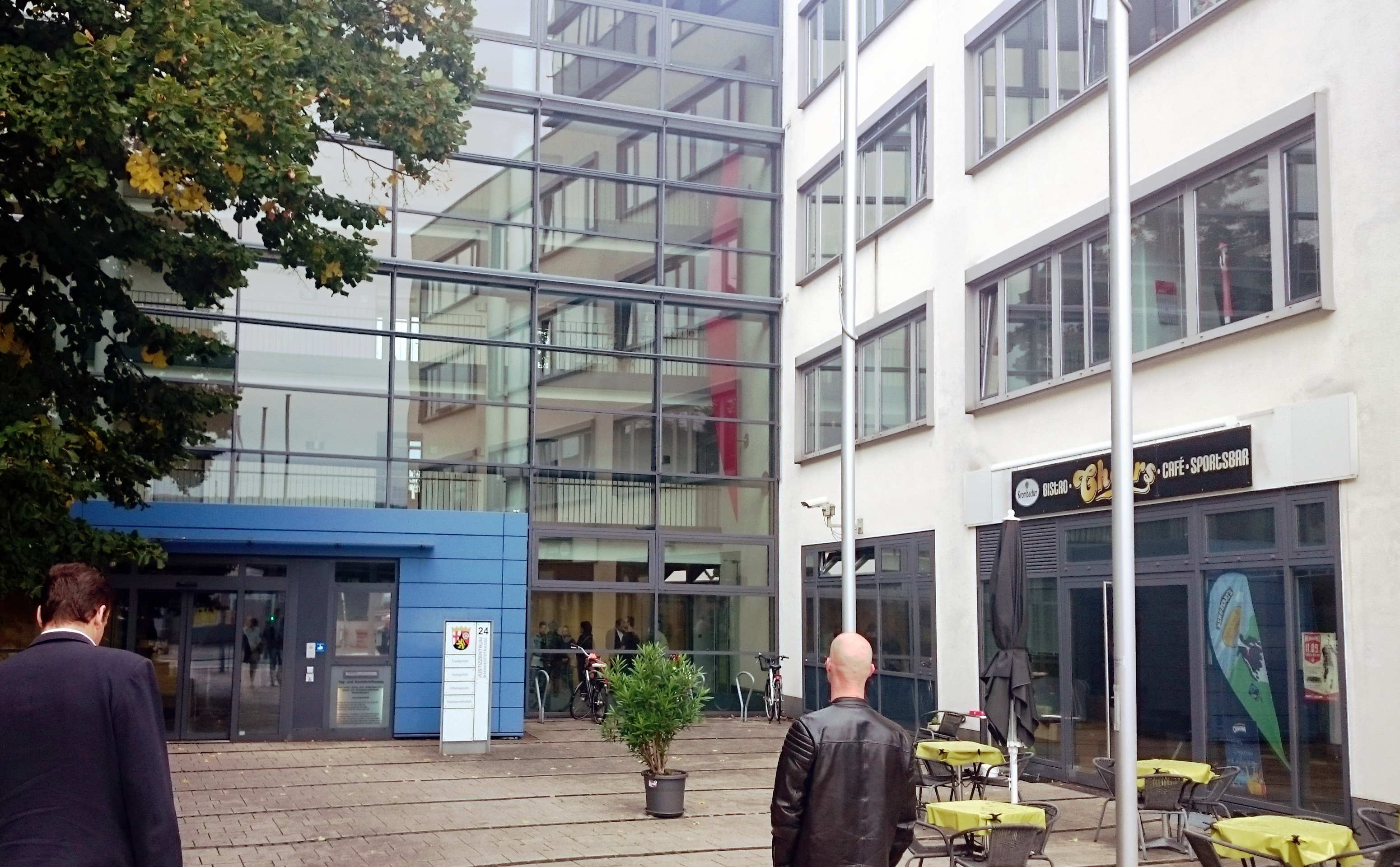
Eingang zum Justizzentrum Kaiserslautern

Das Amtsgericht Kaiserslautern ist ein Gericht der ordentlichen Gerichtsbarkeit und das größte der drei Amtsgerichte (AG) im Bezirk des Landgerichts Kaiserslautern.

## Gerichtssitz und -bezirk
Das Gericht hat seinen Sitz in der kreisfreien Stadt Kaiserslautern im nordwestlichen Pfälzerwald. Der Gerichtsbezirk umfasst die Ortschaften Albersbach, Alsenborn, Baalborn, Dansenberg, Erfenbach, Erlenbach, Enkenbach, Eulenbis, Erzenhausen, Frankelbach, Fischbach, Fockenberg-Limbach, Frankenstein, Heiligenmoschel, Heimkirchen, Hohenecken, Hochspeyer, Hirschhorn, Kaiserslautern, Kollweiler, Krickenbach, Katzweiler, Linden, Mackenbach, Mehlbach, Mohrbach, Mehlingen, Mölschbach, Morlautern, Neuhemsbach, Niederkirchen, Neukirchen, Otterbach, Otterberg, Olsbrücken, Obersulzbach, Pörrbach, Queidersbach, Reichenbach, Reichenbachsteegen, Rodenbach, Sambach, Sembach, Siegelbach, Stockborn, Schallodenbach, Schneckenhausen, Schopp, Schwedelbach, Stelzenberg, Trippstadt, Untersulzbach, Waldleiningen, Weilerbach und Wörsbach. In ihm leben etwa 150.000 Menschen.
Als Insolvenz-, Register- und Landwirtschaftsgericht ist das Amtsgericht Kaiserslautern für den gesamten Landgerichtsbezirk Kaiserslautern zuständig. Seit 1. Januar 2013 ist es auch Zentrales Vollstreckungsgericht für das Land Rheinland-Pfalz.

## Gebäude

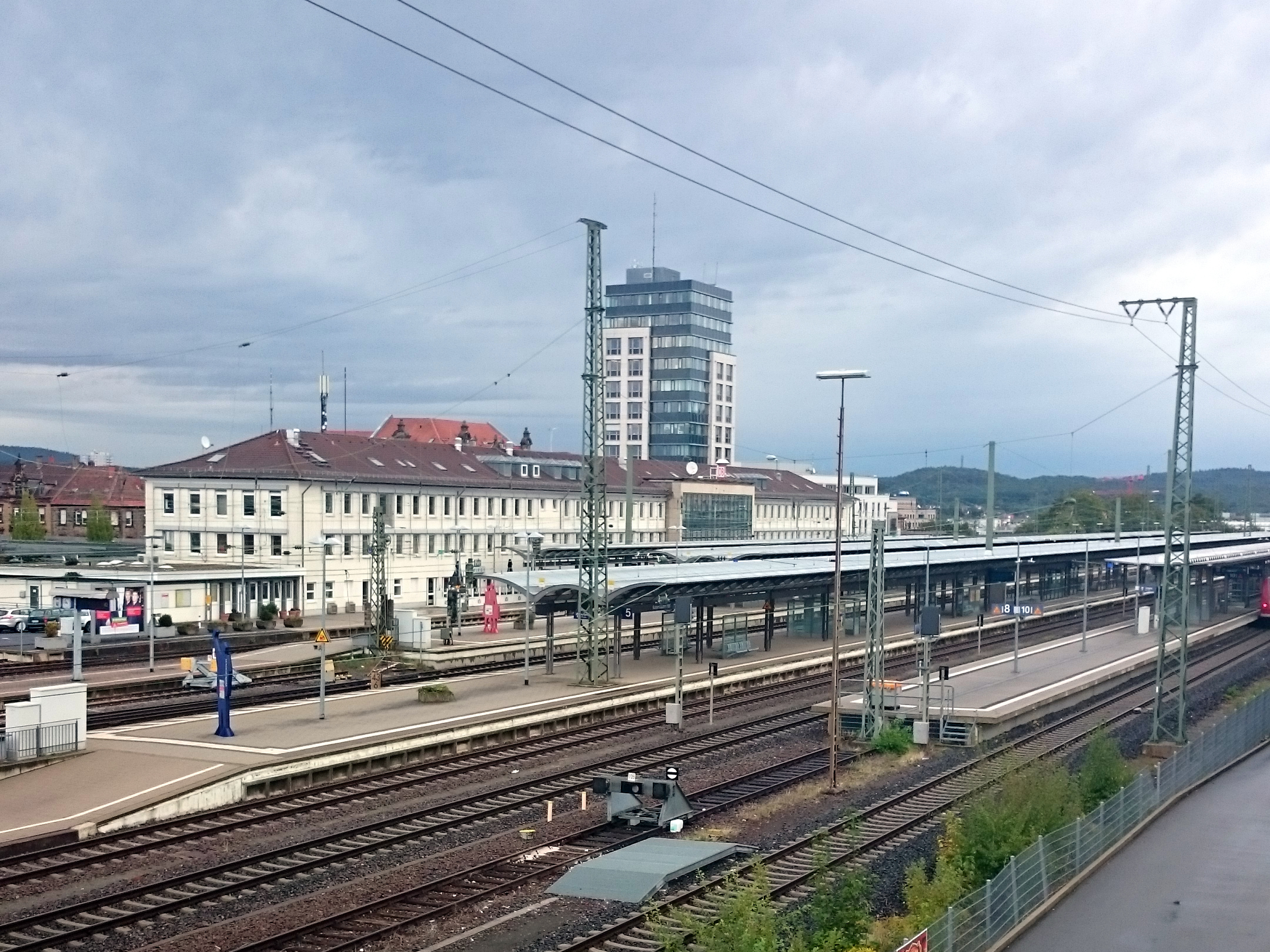
Lage des Justizzentrums Kaiserslautern hinter dem Hauptbahnhof

Das Gericht ist im Justizzentrum Bahnhofstraße 24 in der Nähe des Hauptbahnhofs untergebracht.

## Übergeordnete Gerichte
Dem Amtsgericht Kaiserslautern ist das Landgericht Kaiserslautern unmittelbar übergeordnet. Zuständiges Oberlandesgericht ist das Pfälzische Oberlandesgericht Zweibrücken.